# Жувіньї-су-Анден
Жувіньї́-су-Анде́н (фр. Juvigny-sous-Andaine) — колишній муніципалітет у Франції, у регіоні Нормандія, департамент Орн. Населення — 1018 осіб (2011).
Муніципалітет був розташований на відстані близько 220 км на захід від Парижа, 75 км на південь від Кана, 50 км на захід від Алансона.

## Історія
До 2015 року муніципалітет перебував у складі регіону Нижня Нормандія. Від 1 січня 2016 року належав до нового об'єднаного регіону Нормандія.
1 січня 2016 року Жувіньї-су-Анден, Ла-Барош-су-Люсе, Боланде, Лоре, Люсе, Сен-Дені-де-Вільнетт i Сет-Форж було об'єднано в новий муніципалітет Жувіньї-Валь-д'Анден.

## Демографія
Динаміка населення (Insee ):
Розподіл населення за віком та статтю (2006):
| Стать | Всього | До 15 років | 15-24 | 25-44 | 45-64 | 65-85 | Понад 85 |
| --- | ------ | ----------- | ----- | ----- | ----- | ----- | -------- |
| Чоловіки | 516    | 108         | 44    | 212   | 92    | 48    | 12       |
| Жінки | 540    | 140         | 40    | 164   | 108   | 80    | 8        |
| \| Статево-вікова піраміда \| Статево-вікова піраміда \| Статево-вікова піраміда \| \| ----------------------- \| ----------------------- \| ----------------------- \| \| Чоловіки \| Вік \| Жінки \| \| 12 \| 85 + \| 8 \| \| 12 \| 80-84 \| 20 \| \| 20 \| 75-79 \| 20 \| \| 8 \| 70-74 \| 36 \| \| 8 \| 65-69 \| 4 \| \| 8 \| 60-64 \| 24 \| \| 44 \| 55-59 \| 16 \| \| 16 \| 50-54 \| 28 \| \| 24 \| 45-49 \| 40 \| \| 68 \| 40-44 \| 40 \| \| 56 \| 35-39 \| 36 \| \| 48 \| 30-34 \| 40 \| \| 40 \| 25-29 \| 48 \| \| 12 \| 20-24 \| 16 \| \| 32 \| 15-20 \| 24 \| \| 36 \| 10-14 \| 56 \| \| 32 \| 5-9 \| 40 \| \| 40 \| 0-4 \| 44 \| |        |             |       |       |       |       |          |
| Статево-вікова піраміда |        |             |       |       |       |       |          |
| Чоловіки | Вік    | Жінки       |       |       |       |       |          |
| 12 | 85 +   | 8           |       |       |       |       |          |
| 12 | 80-84  | 20          |       |       |       |       |          |
| 20 | 75-79  | 20          |       |       |       |       |          |
| 8 | 70-74  | 36          |       |       |       |       |          |
| 8 | 65-69  | 4           |       |       |       |       |          |
| 8 | 60-64  | 24          |       |       |       |       |          |
| 44 | 55-59  | 16          |       |       |       |       |          |
| 16 | 50-54  | 28          |       |       |       |       |          |
| 24 | 45-49  | 40          |       |       |       |       |          |
| 68 | 40-44  | 40          |       |       |       |       |          |
| 56 | 35-39  | 36          |       |       |       |       |          |
| 48 | 30-34  | 40          |       |       |       |       |          |
| 40 | 25-29  | 48          |       |       |       |       |          |
| 12 | 20-24  | 16          |       |       |       |       |          |
| 32 | 15-20  | 24          |       |       |       |       |          |
| 36 | 10-14  | 56          |       |       |       |       |          |
| 32 | 5-9    | 40          |       |       |       |       |          |
| 40 | 0-4    | 44          |       |       |       |       |          |

## Економіка
2010 року серед 690 осіб працездатного віку (15—64 років) 514 були активними, 176 — неактивними (показник активності 74,5%, у 1999 році було 71,4%). З 514 активних мешканців працювали 474 особи (247 чоловіків та 227 жінок), безробітними було 40 (21 чоловік та 19 жінок). Серед 176 неактивних 45 осіб було учнями чи студентами, 65 — пенсіонерами, 66 були неактивними з інших причин.

У 2010 році в муніципалітеті числилось 428 оподаткованих домогосподарств, у яких проживали 1008,0 особи, медіана доходів виносила 16 988 євро на одного особоспоживача